# Albert Schewketowitsch Selimow
Albert Schewketowitsch Selimow (lesgisch Сели́мов Шевке́тан хва Альбе́рт / Selimow Schewketan chwa Albert, russisch Альберт Шевкетович Селимов, aserbaidschanisch Albert Şevketoviç Səlimov; * 5. April 1986 in Kaspijsk, Dagestanische ASSR, Sowjetunion) ist ein ehemals russischer, jetzt aserbaidschanischer Boxer aus dem Volk der Lesgier.

## Karriere
Albert Selimow stammt aus der russischen Teilrepublik Dagestan. Er begann als Jugendlicher mit dem Boxen und lebt und trainiert in Machatschkala. Sein dortiger Trainer ist Nuripascha Talibow. Albert Selimow ist Rechtsausleger, verfügt über eine ausgezeichnete Technik und Schlaghärte.

### Junioren und Jugend
Albert Selimow begann 1998 mit dem Boxsport. 2004 wurde er bei der Junioren-Weltmeisterschaft in Südkorea eingesetzt. Er gewann dort seinen ersten Kampf gegen den Bulgaren Saigan Sabri, verlor aber schon in der nächsten Runde gegen den Türken Serdar Avcı. 

### National
2004 wurde er russischer Juniorenmeister im Bantamgewicht und startete 2005 erstmals bei den russischen Meisterschaften der Erwachsenen im Federgewicht. Er kam dort bis in das Finale, in dem er gegen den erfahreneren Sergei Ignatiew nach Punkten verlor. 2006 wurde er dann russischer Meister im Federgewicht mit einem Finalsieg gegen Afanassi Poskatschin. 2007 gewann er den Titel erneut durch einen Finalsieg gegen Alexei Schaydulin.
2009 wurde er russischer Meister im Leichtgewicht und besiegte dabei im Finale den amtierenden Europameister Leonid Kostylew. 2010 gewann er in dieser Gewichtsklasse den Vizemeistertitel nach einer knappen Finalniederlage gegen Ildar Waganow. Diesen besiegte er jedoch im Finale der russischen Meisterschaften 2011, wodurch er seinen vierten nationalen Titel bei den Erwachsenen gewann.

### Europa
Selimow ist Gewinner der Europameisterschaften 2006 im Federgewicht und 2010 im Leichtgewicht sowie Gewinner der Europaspiele 2015 im Leichtgewicht. Er besiegte dabei unter anderem den Commonwealth-Champion Stephen Smith, den olympischen Medaillengewinner Şahin İmranov, den Vize-Weltmeister Ramal Amanov, die WM-Bronzegewinner Thomas Stalker und Otar Eranossian, sowie den Weltmeister und Olympiasieger Sofiane Oumiha.

### Weltmeisterschaften
Gleich bei seinen ersten Weltmeisterschaften 2007 in Chicago gewann er die Goldmedaille im Federgewicht. Er hatte dabei den Rumänen Iulian Stan durch Abbruch in der ersten Runde und den Deutschen Marcel Herfurth mit 30:6 besiegt, wodurch er ins Achtelfinale einzog. Dort schlug er den Usbeken Bohodirion Sultanow mit 24:9 und erreichte das Viertelfinale, wo er sich gegen den US-Amerikaner Raynell Williams mit 25:8 durchsetzen konnte. Im Halbfinale konnte sein türkischer Gegner Yakup Kılıç verletzungsbedingt nicht antreten, weshalb Selimow kampflos ins Finale einzog. Dort besiegte er den Ukrainer Wassyl Lomatschenko mit 16:11 und fügte seinem Gegner dessen einzige Niederlage in 397 Kämpfen zu.
2008 gewann er im Leichtgewicht den Weltcup in Moskau durch Siege gegen José Pedraza und Hu Qing. Bei den Weltmeisterschaften 2009 in Mailand schied er dann im Halbfinale gegen José Pedraza mit 5:9 im Halbfinale aus und gewann damit eine Bronzemedaille im Leichtgewicht. Zuvor hatte er Éverton Lopes (17:2), Sailom Adi (14:8), Erick Bonez (18:0) und Mohammad Aziz (25:1) besiegt.
Bei den Weltmeisterschaften 2011 in Baku wurde Selimow bereits im ersten Kampf gegen Héctor Manzanilla wegen Tiefschlagens disqualifiziert. Nachdem er bei den Weltmeisterschaften 2013 nicht teilgenommen hatte, startete er wieder bei den Weltmeisterschaften 2015 in Doha. Dort erreichte er gegen Sean McComb (2:1), sowie die beiden späteren Olympiasieger Sofiane Oumiha (3:0) und Robson Conceição (3:0), das Finale. In diesem unterlag er durch TKO gegen Lázaro Álvarez.

### Olympische Spiele
Als amtierender Weltmeister hatte er sich für die Olympischen Spiele 2008 in Peking qualifiziert, schied dort jedoch noch im ersten Kampf gegen seinen WM-Finalgegner Wassyl Lomatschenko (7:14) aus.
Für die Olympischen Spiele 2012 in London konnte er sich nicht qualifizieren, da er bei der europäischen Ausscheidung in der Türkei gegen Sam Maxwell ausgeschieden war.
Durch seine Erfolge in der World Series of Boxing konnte er sich noch für die Olympischen Spiele 2016 in Rio de Janeiro qualifizieren, wo er im Viertelfinale gegen Sofiane Oumiha (0:3) verlor. Im Achtelfinale hatte er David Joyce besiegt (3:0).

### World Series of Boxing
Albert Selimow boxte von 2013 bis 2015 in der World Series of Boxing (WSB) und gewann 14 von 16 Kämpfen. Seine Niederlagen erlitt er gegen Wassyl Lomatschenko (1:2) und Domenico Valentino. Er blieb in der regulären Saison 2015 ungeschlagen, wurde von der WSB zum Boxer des Monats April ernannt und beendete die Saison auf dem zweiten Platz der WSB-Weltrangliste hinter Lázaro Álvarez, den er jedoch in einer Begegnung 2014 besiegt hatte. Durch einen abschließenden Sieg gegen Carlos Balderas qualifizierte er sich zudem für die Olympischen Spiele 2016.